# Bascapè
Bascapè település Olaszországban, Lombardia régióban, Pavia megyében. Lakosainak száma 1768 fő (2023. január 1.). Bascapè Casaletto Lodigiano, Caselle Lurani, Landriano, Valera Fratta, Carpiano, Cerro al Lambro és Torrevecchia Pia községekkel határos.

## Népesség
A település népességének változása:
| Lakosok száma | 1769 | 1763 | 1768 |
|               | 2017 | 2018 | 2023 |